# International Association of Press Clubs
Międzynarodowe Stowarzyszenie Press Clubów (ang. International Association of Press Clubs, IAPC) jest międzynarodową organizacją zrzeszającą krajowe press cluby oraz kluby korespondentów zagranicznych. Organizacja działa od 2002 roku w ponad 40 krajach.
Celem organizacji jest wspieranie wolności mediów, wolnego i uczciwego dziennikarstwa oraz wsparcie w wykonywaniu zawodu przez swoich członków.
Polskim członkiem IAPC jest Press Club Polska. Od 2013 roku Sekretariat Generalny organizacji znajduje się w Warszawie.
IAPC corocznie przyznaje Nagrodę Wolności Słowa. Uroczystość wręczenia nagrody od 2013 roku odbywa się w Polsce.